# 赫尔曼·列斯科
赫尔曼·列斯科·埃拉苏里斯（[] 错误：{{Lang-xx}}：拉丁字母轉寫（帮助），西班牙語發音：[xeɾˈman ˈrjesko]；1854年5月28日—1916年12月8日）是智利律师、政治家，1901年至1906年担任智利总统。

## 生平

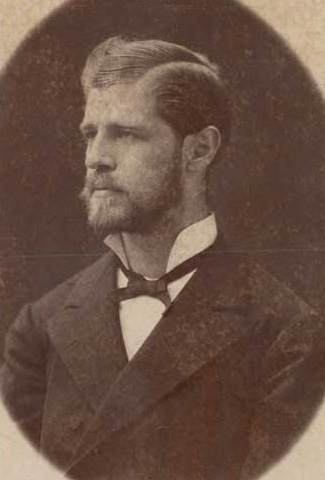
1875年的赫尔曼·列斯科

赫尔曼出生于智利中部的兰卡瓜，是巴斯克人后裔，前总统费德里科·埃拉苏里斯·萨尼亚图的外甥兼女婿。 早年曾在智利大学学习法学，1875年毕业后成为执业律师，曾在智利司法部、圣地亚哥市法院和智利最高法院任职，1898年辞职并开始从政。1901年当选智利总统，任期5年。
在任期间，智利曾一度因为领土争端与阿根廷对峙，1902年5月28日，两国签署了《五月条约》，并将有争议的领土交由英国国王爱德华七世仲裁，经仲裁后，智利和阿根廷的领土争端得以解决。
赫尔曼还与玻利维亚总统伊斯梅爾·蒙特斯于1904年签署了《智利—玻利维亚和平与友谊协定》，此协定确立了当代智利和玻利维亚的国界线，而玻利维亚政府也承认了智利对安托法加斯塔的主权，但可以使用智利的铁路和安托法加斯塔、阿里卡等海港，另外，作为补偿，智利同意帮助玻利维亚修建一条由智利阿里卡直达玻利维亚拉巴斯的铁路。此后直到1964年两国断交以前，智利和玻利维亚关系保持良好稳定。